# Thaumatomyia rubida
Thaumatomyia rubida là một loài ruồi cỏ thuộc họ Chloropidae.